# درويش بقال
درويش‌ بقال هي قرية في مقاطعة شبستر، إيران. يقدر عدد سكانها بـ 747 نسمة بحسب إحصاء 2016.